# Саутвелл, Пол
Калеб Азария Пол Саутвелл (англ. Caleb Azariah Paul Southwell; 18 июля 1913, Доминика — 18 мая 1979, Кастри) — политический деятель, 1-й главный министр (1966—1977) и 2-й премьер Сент-Кристофера-Невиса-Ангильи (1978—1979).

## Ранняя жизнь и карьера
Саутвелл родился на Доминике 18 июля 1913 года в семье Джозефа и Анеллы (Амелии) Саутвелл. В возрасте 13 лет Пол начал работать учителем, получив официальную лицензию в 1936 году, однако два года спустя он устроился в полицию устроился работать в полицию. Он проработал в полиции до 1944 года и служил на Антигуа, Монтсеррате, Сент-Китсе и Ангилье. После ухода в отставку Саутвелл устроился на работу клерком на сахарный завод в Бастере, где познакомился с активистом рабочего движения Робертом Брэдшоу и вступил в профсоюз рабочих и торговцев Сент-Китса, в основании которого принимал участие и лидером которого стал Брэдшоу. В 1947 году Саутвелл стал вице-президентом профсоюза, занимая эту должность до своей смерти. В 1948 году Саутвелл был уволен с завода после участия в забастовке, огранизованной профсоюзом; из-за сложностей с поиском работы он посвятил свободное время развитию профсоюза.

## Политическая карьера
Будучи членом Лейбористской партии, Саутвелл стал депутатом Законодательного совета Сент-Китс-Невиса-Ангильи в 1952 году и был назначен на пост министра коммуникаций и общественных работ в 1956 году. В 1960 году, во время существования Федерации Вест-Индии, Саутвелл был утверждён в должность главного министра Сент-Кристофера-Невиса-Ангильи и вскоре также получил должность министра финансов, торговли и промышленности. Он занимал обе позиции и после распада федерации, вплоть до 1966 года, когда должность главного министра отошла Роберту Брэдшоу. В 1967 году Саутвелл был восстановлен в должности министра финансов, торговли и промышленности при администрации Брэдшоу и впоследствии был также назначен на позицию заместителя премьера. Будучи министром, Саутвелл стремился стимулировать рост национальной экономики и диверсифицировать сектор сахарной промышленности. Кроме того, Саутвелл активно занимался развитием туристической сферы, приглашая иностранных инвесторов спонсировать туризм на островах и проводя переговоры о запуске международных рейсов в Сент-Китс.
В связи со смертью Брэдшоу 23 мая 1978 года Саутвелл был назначен его преемником. После вступления в должность премьера колонии, Саутвелл продолжил начатые Брэдшоу переговоры с правительством Великобритании о предоставлении Сент-Китсу и Невису независимости. Он был видным сторонником сотрудничества в рамках КАРИКОМ, считая, что организация сможет помочь карбиским территорями добиться суверенитета. Кроме того, он занимался развитием области искусства и спорта на островах, основал гольф-клуб на Сент-Китсе для привлечения туризма и был председателем Национальной ассоциации крикета. В октябре 1978 года Саутвелл проиграл на внтурипартийных выборах Ли Муру, который должен был стать новым главой Лейбористской партии. Тем не менее, Саутвелл отказался уходить с должности, поясняя, что «любая борьба за лидерство … расколола бы партию вне зависимости от того, кто б победил».

## Смерть
Пол Саутвелл скончался от болезни сердца 18 мая 1979 года во возрасте 63 лет в Кастри (Сент-Люсия), куда он приехал на конференцию Совета министров ассоциированных государств Вест-Индии. Смерть Саутвелла наступила менее чем через год после его назначения на должность премьера. После смерти Саутвелла пост премьера был занят Ли Муром. Его похороны, которые должны были состояться в конце мая, были перенесены из-за аутопсии, запрошенной родственниками Саутвелла из-за подозрений о насильственной смерти. Пол Саутвелл был посмертно удостоен званием Национального героя Сент-Китса и Невиса и стал вторым лауреатом звания в истории (после Роберта Брэдшоу).